# Bahía Larsen
La Bahía Larsen (del inglés: Larsen Harbour) es un estrecho de 4.2 kilómetros de largo en su entrada, que posee rocas volcánicas y diques entoldados conocidos como Formación Larsen Harbour. Se trata de un tramo del Fiordo de Drygalski donde se ubica la Roca Nattriss en el extremo sureste de la isla San Pedro. Fue trazada en la Segunda Expedición Antártica Alemana de 1911–1912, comandada por Wilhelm Filchner. Nombrada en homenaje al capitán Carl Anton Larsen, un explorador noruego que hizo importantes contribuciones a la exploración de la Antártida y fue fundador de Grytviken, estación en la industria ballenera de la Antártida.
Los picos y las crestas de las montañas que rodean el puerto casi sin litoral fueron descrita por el fotógrafo de Sir Ernest Shackleton, Frank Hurley como la "más bella y superior a todos en la grandeza, incluso la de Milford Sound".
La expedición de Niall Rankin a bordo del Albatross, pasó algún tiempo aquí, ya que estudiaron la colonia de focas de Weddell antes de pasar a la Bahía Esbensen.
La zona está libre de ratas, lo que especies como el cachirla de Georgia del Sur y petreles de madriguera y priones prosperen. Además, aquí las montañas descienden abruptamente hacia el mar, y varios glaciares finalizan en el mar.
El buque argentino ARA Guardia Nacional zarpó desde Buenos Aires hacia las islas Georgias del Sur, el 23 de febrero de 1924, al mando del Capitán de Fragata D. Jerónimo Costa Palma. Los oficiales de este buque recorrieron la isla durante 13 días a bordo de un ballenero de la Compañía Argentina de Pesca, situando puntos notables y registrando la batimetría. Estas tareas permitieron apreciar que bahía Larsen era mejor que la de Cumberland y permitía la entrada de buques de mayor porte.